# Sandau (Elbe)
Pour les articles homonymes, voir Sandau.
Sandau est une ville allemande de l'arrondissement de Stendal, Land de Saxe-Anhalt.

## Géographie
Avec 948 habitants, Sandau est l'une des villes d'Allemagnes les plus petites par nombre d'habitants (de).

## Histoire

Carte de Sandau (vers 1750)

Sandau est mentionné pour la première fois en 1192 comme un village du nom de Sandowe. En 1272, elle obtient les privilèges d'une ville.
Vers 1200 commence la construction de l'église Saint-Laurent-et-Saint-Nicolas dans un style roman tardif comme une basilique à trois nefs. Elle est détruite en 1695 par un incendie, seuls les murs extérieurs restent debout. En 1859, les éléments baroques sont enlevés lors de la restauration.
En 1680, Sandau devient une ville-arrondissement du duché de Magdebourg puis en 1807 de l'arrondissement de Jerichow.
En avril 1945, la ville est presque complètement détruite après qu'une unité Waffen-SS ait tué un officier américain et empêché l'avancée alliée. Après douze jours de bombardements par les troupes américaines, elles entrent le 25.
La nef de l'église est restaurée dans les années 1950 et 1970, le clocher reste en ruine. Sa reconstruction commence en 2002.

## Infrastructure
Sandau se trouve sur la Route de l'art roman, le long de la Bundesstraße 107. Le bac permet la traversée de l'Elbe.
La ligne de Schönhausen à Sandau est fermée en 1997. Elle fait place aujourd'hui à une piste cyclable qui fait partie de la route cyclable de l'Elbe.

## Personnalités liées à la commune
- Johannes Knipstro (1497–1556), théologien luthérien.
- Samuel Christoph Wagener (1763–1845), théologien luthérien.

## Source, notes et références
1. ↑  http://www.statistik.sachsen-anhalt.de/download/stat_berichte/6A102_hj_2013_02.pdf

- (de) Cet article est partiellement ou en totalité issu de l’article de Wikipédia en allemand intitulé « Sandau (Elbe) » (voir la liste des auteurs).